# コーンパイプ

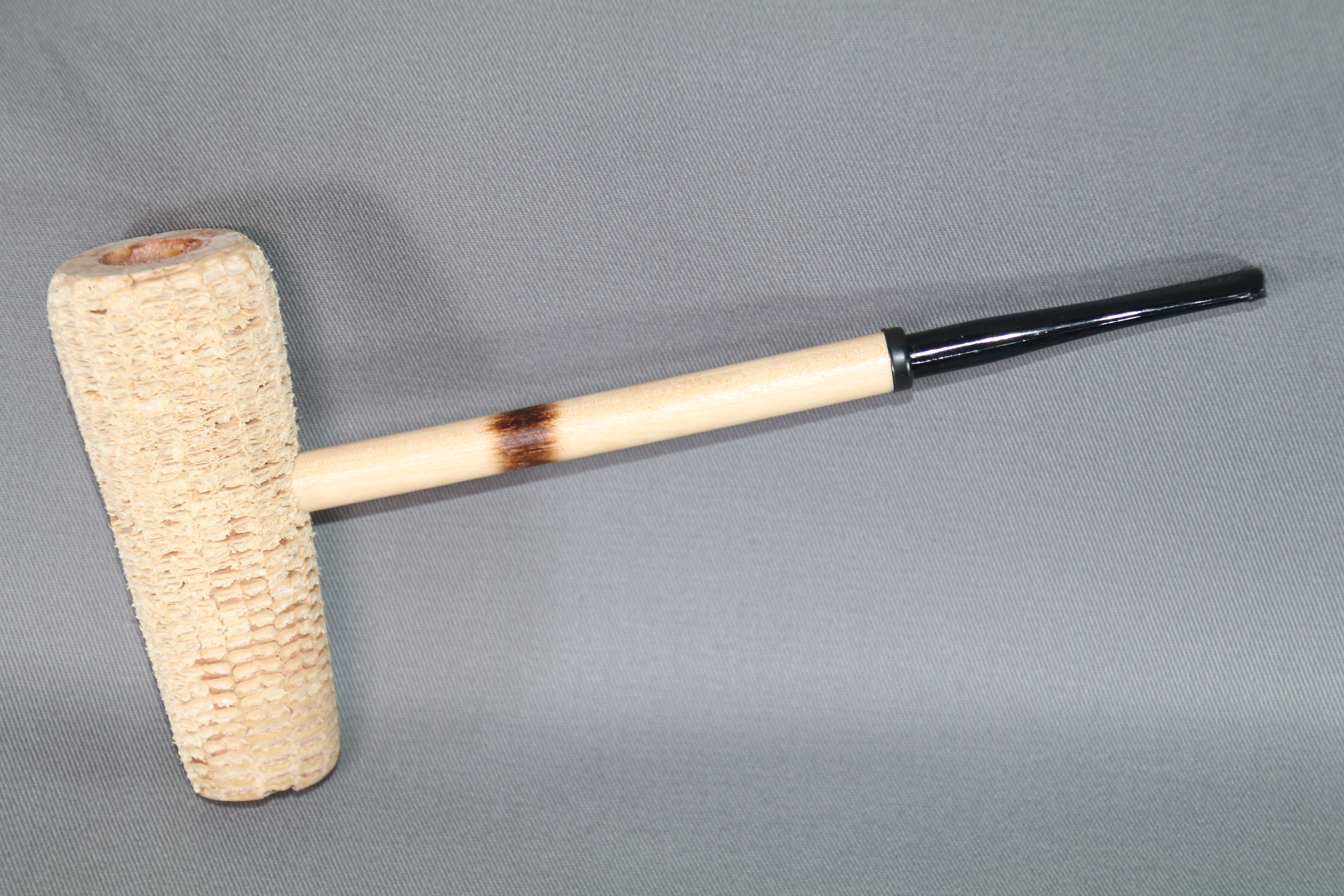
コーンパイプ

コーンパイプとは、喫煙用パイプの一種である。圧縮したトウモロコシの軸を使用する。英語名は “corn cob pipe”。日本語直訳は「トウモロコシ軸パイプ」となるが、一般に和製英語の「コーンパイプ」が使われている。発祥の地である米国の特産品である。ブライヤー製パイプに比べ安価で、カジュアルな喫煙具であるといえる。

## 歴史
18-19世紀のアメリカでは、ヨーロッパから輸入するブライヤー・パイプは高価すぎ、普及していたのは比較的安価なクレイパイプだった。しかしこれも広大で、町の小売店まで何日もかかる当時のアメリカの辺境諸州では、開拓農民には行き渡らなかった。当時は特別に上等なもの以外町の小売店で買うことはなく、日用品は身近な素材で自製するのが普通であった。やがてトウモロコシを収穫したあとの廃材である穂軸が喫煙に適することが発見され、トウモロコシの軸に葦の茎や鵞鳥の羽軸を差し込み、パイプを自製する習慣が普及していった。その後、専業メーカーが登場してコーンパイプの商業生産がはじまった。現在、コーンパイプは世界各国に輸出されており、今では世界的に愛用者が存在している。

## 構造
コーン軸の芯部に直径16ミリメートル深さ20-30ミリメートルほどの穴が空けられており、その穴に刻んだタバコの葉を入れて火をつけ喫煙する。ブライヤーパイプでは火皿とシャンクが一体構造で、火皿底は半球かテーパー状に丁寧に仕上げられているが、コーンパイプではボウルと呼ばれる火皿部分の底面には側面から貫通した煙道があいており、ここにシャンク（パイプの横軸）と呼ばれる管が差し込まれている。軸部分にはカエデの木などの木材が使用されることが多いが、この部分もコーンの軸を使ったものや、竹が使われた製品もある。

## 特徴
ラフで無骨な作りが多いコーンパイプは、ブライヤーパイプに比べ安価であり気軽にパイプ喫煙が出来る。また、タバコ葉の風味に加え、素材であるコーンから出る香りが味わえる。使い始めのうちはコーンの香りが強いが、使用するに従い内部にカーボン層が形成されるため減少していく。トウモロコシの軸は多孔質で密度の小さい素材であるため、同サイズの喫煙パイプと比較すると軽量である。

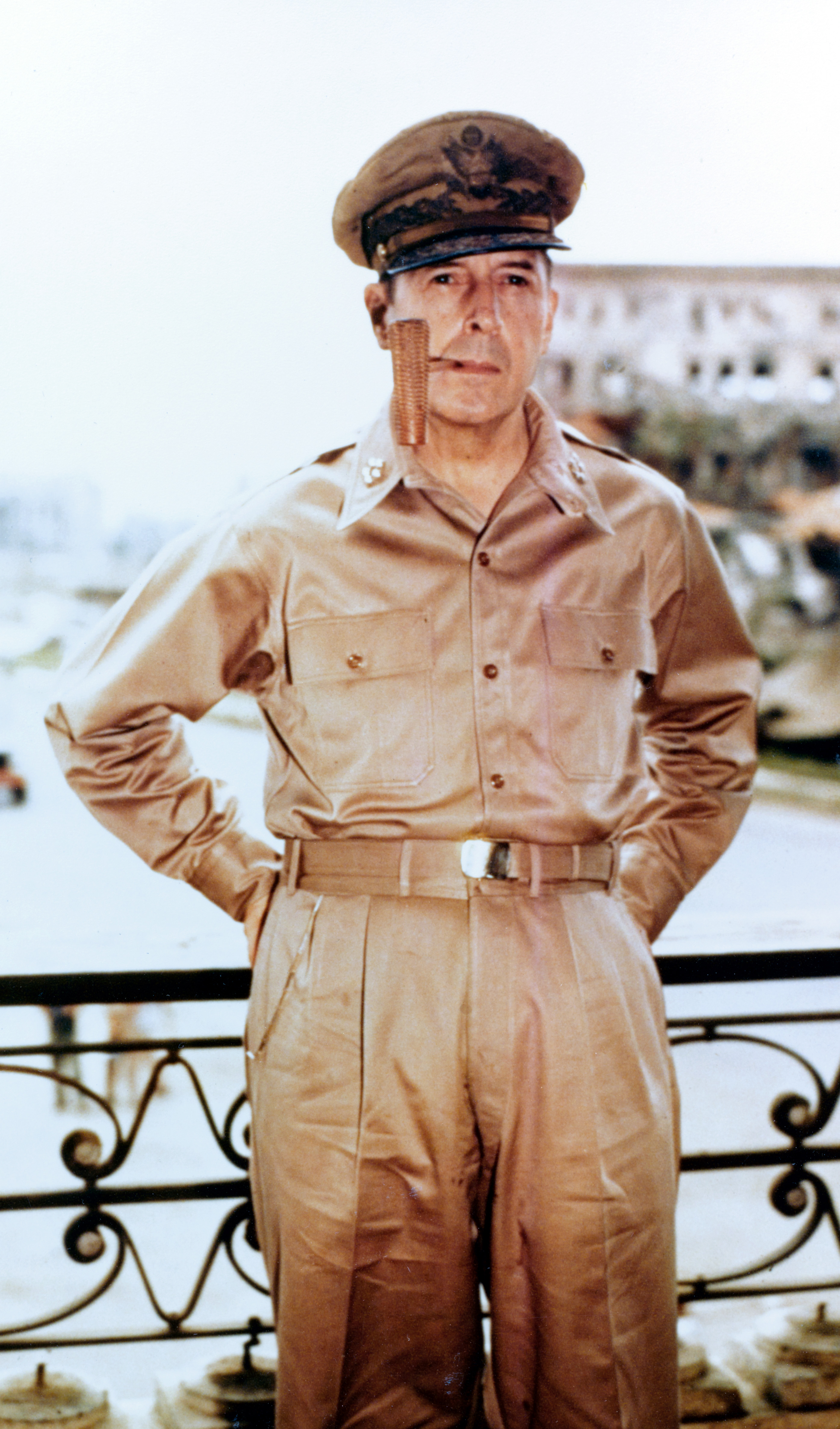
コーンパイプを咥えるダグラス・マッカーサー。
彼は常にこの形のパイプを愛用し、彼のトレードマークともなった。

他に、ブライヤーパイプに比べて使用開始からカーボンが形成されるまでのブレークイン期間をほとんど必要としない。賞味の対象となるコーンの香りを除けば、木質からのヤニ成分等でたばこの香りが影響されないという特徴を持つ。
なお、ここで言うカーボンとはたばこ燃焼の際に生じた煤や灰、油分などが固まってできた混合物であり、元素としての炭素ではない。カーボン層は喫煙を繰り返すことにより、ボウル内側に少しずつ形成され、火皿材質との遮断層、保護層の役割をする。
その他、ダグラス・マッカーサーが愛用し彼のトレードマークにもなった火皿の深い「マッカーサータイプ」と呼ばれるコーンパイプがある。コーン軸の長さが15cmほどもあり、極端に火皿が縦に長く深いが、この深い火皿に多量の葉を詰めるため途中で燃焼不良を起こしやすい。このような理由から実用には向かないとする意見があるが、熟練した喫煙技能を持つマッカーサーパイプ愛好者も存在する。

## 喫煙方法
喫煙方法は他のパイプ類と概ね変わりない。パイプ用タバコ葉を火皿に詰めて着火し、燻し出されたタバコの成分を吸い取って嗜む。
コーンパイプは焦がしやすい材質であるため、火のつけ方が難しいが、一定の作法を身につければより長く使用することができる。
一般的には数ヶ月から数年使える消耗品と考えるべきだが、ブライヤーパイプと同様に長く使用できると主張する者もいる。耐久性については諸説あるが、使用の仕方によりかなり変わってくる。

### 長く使用するためのコツ
コーンパイプをできるだけ長く使用できるようにするためには、（特に新しいコーンパイプをブレークインする際に）以下の点に気をつけると良いとされる。
- 喫煙具専門店で販売されているクリスタルと呼ばれる小石片を火皿底部のシャンクと火皿の隙間に詰めると吸い易くなり、シャンクの焼損を防げる。また、葉巻の目の細かな灰などを集めて水で溶き、同様にして隙間に詰め火皿底部を半球形に整形する事で火皿底部のカーボン生成を促す方法もある。（これによりシャンクより下にある空間を塞ぐことになり、燃え残りのタバコ葉が少なくできるメリットもある。）
- 長時間使用することにより火皿全体にカーボンを形成する。これによって火皿の焼損を防ぐ効果がある。新しいコーンパイプを卸す際には火皿内壁に蜂蜜や砂糖水などを塗りカーボン生成を促すのも効果的である。
- 火力が強いターボライターは火皿を傷める原因になるため適切ではない。パイプ喫煙に特化したガスライターを使用するのが望ましいが、マッチなどでもよい。
マッカーサータイプは喫煙後半の再着火は通常のライターでは火が届かないので、長い柄のマッチや、柄の長いライター（チャッカマンなど）を使用することになる。
- 着火の際に火を火皿に晒しすぎる行為は行わない。
- 火種が火皿の底に近づいたときに強く吸い吹きするのは控える。
コーンパイプは火皿となるコーンにシャンク部分が差し込まれているため、火皿の底にシャンク部分が突き出す格好となり、強く喫煙すると突き出したシャンクが焼損してしまう恐れがある。
- 堆積したカーボンを除去する際には必ずコーンの火皿に合ったパイプリーマーを使うこと。ナイフなどを直接火皿に差し込んでカーボンを抉る行為は火皿の底を貫く危険性があるため控える。
- マウスピースを抜く際には、構造上火皿とシャンクの付け根部分が一番弱いため火皿を掴んで強く捻る等の行為は控える。

## メーカー
様々なメーカーから製造販売されているが、アメリカ合衆国に存在するミズーリメシャム (Missouri Meerschaum) 社が有名。同社の製造開始は1869年。発祥の起源は農民達がコーンパイプをハンドメイドした事が起源。それらの知識を元に、農民達が地元の木工師ヘンリー・ティッブに依頼し、更に上質な物を作らせたものが最初のコーンパイプ製造品となった。ヘンリーが作ったコーンパイプは評判を呼び生産が追いつかなくなるほどであった。彼はすぐに木工業をやめコーンパイプの専業へと移ることができた。その後いくつかの吸収合併後1907年にミズーリメシャム社が誕生。メシャムとはトルコ原産の海泡石の事で、海泡石パイプが持つ冷涼な喫煙感がコーンパイプの性能と通じるとしてあやかって名付けられた。
材料となるトウモロコシは、特別に改良された堅い軸のものが使われている。実を落とし軸だけにし2年間ほど乾燥させたものをぶつ切りにして素材とする。シャンクにはステム（マウスピース）と呼ばれる吸い口が繋がり、通常はプラスチックが使われている。火皿として利用されるコーン軸の大きさは通常サイズで直径が30ミリメートルから35ミリメートルほど、高さは30 - 40ミリメートルほどの円筒形である。外面には補強と美観を兼ねて石膏が塗られているものが多い。ステム部分は取り外して清掃が行えるようになっている。内部に紙製もしくはアセテート繊維製のヤニ止めフィルターを取り付ける製品も見られる。

## 入手
日本国内に存在する喫煙具販売店での販売価格は800円 - 1500円程度（製品の品質にも拠る）。ネットオークション等で安価な物なら300円前後で販売されている。大型のマッカーサータイプは2000円前後から。通常タイプ、マッカーサータイプ共に石膏と蜜蝋による表面仕上げが施された物と、仕上げを施さず、コーン軸の表面がそのまま露出したタイプの2種類が存在する。なお本場の米国ではコーンパイプが日本市場価格の半額程度で販売されている。
日本では販売されていないが、米国では「フリーハンド(Freehand Corn Cob Pipe)」と称する高級コーンパイプがある。これは厳選されたコーン軸を作家物ブライヤーパイプ風に整形したもので40米ドル前後で売られている。また、コーンパイプではないが、同じ形状と構造をした桜材や楓材を使用したパイプもコーンパイプと同様の値段（5ドル前後）で販売されている。

## コーンパイプが小道具として登場する作品
- ハックルベリー・フィンの冒険 、トム・ソーヤーの冒険などマーク・トウェインの諸作品には、南北戦争以前のアメリカの喫煙習慣や用具・方法について具体的な記述が現れる。その描写では、当時のコーンパイプは繰り返して使うようなものではなく、喫煙のたびトウモロコシの軸を切って使う使い捨てだったようである。
- ザ・ダイバー - 主人公のカール・ブラシアの教官役を演じるロバート・デ・ニーロがコーンパイプとパイプジッポーを愛用している。彼のコーンパイプは太平洋戦争中の戦功を称えられ、マッカーサー本人が愛用するパイプを拝領したという設定。
- ポパイ - 主人公の船員であるポパイが常に咥えている。ここから煙を吹くなど喫煙している様子も描かれているが、その一方でここからホウレンソウを吸い込むこともある。